# Tămașda
Tămașda – wieś w Rumunii, w okręgu Bihor, w gminie Avram Iancu. W 2011 roku liczyła 1224
mieszkańców.